# Kirílovka (Krasnodar)
Kirílovka (del ruso: Кири́лловка) es un seló del ókrug urbano Ciudad de Novorosíisk, en el krai de Krasnodar de Rusia. Está situado en la orilla izquierda del río Tsemés, 7 km al noroeste del centro de Novorosíisk y 103 km al suroeste de Krasnodar, la capital del krai. Tenía 1 334 habitantes en 2010
Pertenece al distrito Primorski del ókrug urbano de Novorosíisk.